# پست‌فطرت
پست‌فطرت (انگلیسی: Low Life؛‏ کره‌ای: 파인: 촌뜨기들) مجموعه تلویزیونی محصول کره جنوبی به نویسندگی و کارگردانی کانگ یون سونگ و با بازی ریو سونگ ریونگ، یانگ سه جونگ و ایم سو جونگ است. این مجموعه از ۱۶ ژوئیه ۲۰۲۵ توسط دیزنی پلاس منتشر شد.

## بازیگران

### اصلی
- ریو سونگ ریونگ در نقش اوه گوانگ سوک[۳]
- یانگ سه جونگ در نقش اوه هی دونگ[۳]
- ایم سو جونگ در نقش یانگ جونگ سوک[۳]

### مکمل
- کیم یی سونگ[۴]
- کیم سونگ اوه[۴]
- هونگ کی جون[۴]
- جانگ گوانگ[۴]
- کیم جونگ سو[۴]
- وو هیون[۴]
- لی دونگ هوی[۴]
- جونگ یونهو[۴]
- ایم هیونگ جون[۴]
- لی سانگ جون[۴]
- کیم مین[۴]

### حضور ویژه
- گو یون

## تولید
در ژوئیهٔ ۲۰۲۳ گزارش شد که جی چانگ ووک و ریو سونگ ریونگ برای بازی در نقش زوج دایی–خواهرزاده در اقتباسی از وب‌تون اثر یون ته هو در حال مذاکره هستند. با این حال، آژانس‌های هر دو بازیگر اعلام کردند که این مجموعه تنها یکی از پیشنهادهای مطرح‌شده بوده است. جی چانگ ووک نهایتاً در اکتبر ۲۰۲۳ این نقش را نپذیرفت و تولید مجموعه تا سال ۲۰۲۴ به تعویق افتاد.
در اواخر ۲۰۲۳، حضور یانگ سه جونگ و ایم سو جونگ نیز در فهرست بازیگران گزارش شد. جلسهٔ فیلم‌نامه خوانی در ۶ مارس ۲۰۲۴ برگزار شد.
در ۱۵ آوریل ۲۰۲۴، دیزنی پلاس به‌طور رسمی تولید مجموعه پست‌فطرت را تأیید و فهرست بازیگران را اعلام کرد.

## انتشار
قرار است پخش این مجموعه از ۱۶ ژوئیه ۲۰۲۵ در دیزنی پلاس آغاز شود. سه قسمت اول در همان روز منتشر می‌شوند و پس از آن، هر چهارشنبه دو قسمت جدید پخش خواهد شد.